# James Burchill Richardson
James Burchill Richardson, född 28 oktober 1770 i nuvarande Clarendon County i South Carolina, död 28 april 1836 i nuvarande Clarendon County i South Carolina, var en amerikansk politiker (demokrat-republikan). Han var South Carolinas guvernör 1802–1804.
Richardson var son till militären Richard Richardson. Han var verksam som plantageägare och hans plantage hette Big Home Plantation.
Richardson efterträdde 1802 John Drayton som South Carolinas guvernör och efterträddes 1804 av Paul Hamilton. Richardson avled 1836 och gravsattes på en familjekyrkogård i närheten av Rimini i South Carolina.